# Binzhou
Binzhou (chiń. 滨州; pinyin Bīnzhōu) – miasto o statusie prefektury miejskiej we wschodnich Chinach, w prowincji Szantung, nad rzeką Huang He. W 2010 roku liczba mieszkańców miasta wynosiła 116 767. Prefektura miejska w 1999 roku liczyła 3 592 009 mieszkańców.